# Sequoiadendron
A Sequoiadendron a tűlevelűek (Pinopsida) osztályának fenyőalakúak (Pinales) rendjébe, ezen belül a ciprusfélék (Cupressaceae) családjába tartozó nemzetség.

## Rendszertani helyzete
A nemzetségbe egy recens és egy fosszilis faj tartozik:
- óriás mamutfenyő (Sequoiadendron giganteum) (Lindl.) J.Buchholz, 1939 - az egyetlen élő faj, így a típusfaj is; Sierra Nevada hegység, Kalifornia[5]
- †Sequoiadendron chaneyi Axelrod, 1956 - az óriás mamutfenyő őseként tartják számon; a késő miocénben halt ki[6][7]

## Fordítás
- Ez a szócikk részben vagy egészben  a   Sequoiadendron című angol Wikipédia-szócikk ezen változatának fordításán alapul.  Az eredeti cikk szerkesztőit annak laptörténete sorolja fel. Ez a jelzés csupán a megfogalmazás eredetét és a szerzői jogokat jelzi, nem szolgál a cikkben szereplő információk forrásmegjelöléseként.